# Kibworth
Kibworth est une zone du district de Harborough dans le Leicestershire, en Angleterre, qui compte deux paroisses civiles : les villages de Kibworth Beauchamp et de Kibworth Harcourt.
Lors du recensement de 2011, Kibworth Beauchamp comptait 5 433 habitants et Kibworth Harcourt 990 habitants. Les villages sont divisés par la Ligne principale des Midlands (en). Kibworth est proche des écluses de Foxton, de Market Harborough et de Leicester.

## Histoire
En 1270, Walter de Merton, fondateur du Merton College d'Oxford, acquiert une grande partie de la paroisse de Kibworth Harcourt à Saer de Harcourt, qui est contraint de vendre le domaine pour avoir apporté son soutien à Simon de Montfort lors de la Seconde guerre des Barons. Une grande partie de la paroisse reste la propriété du Merton College d'Oxford jusqu'à nos jours. L'église est un bâtiment classé Grade II*.
L'école est fondée en 1709 et dotée par Sir Nathaniel Edwards.
Kibworth Harcourt est le lieu de naissance de l'écrivaine/réformatrice Anna Laetitia Barbauld (1743-1825) et de son frère John Aikin. Leur père, John Aikin (1713-1780), y dirigea une Dissenting academies et fut ministre d'une chapelle presbytérienne voisine.
Le 23 juillet 1825, l'ancienne tour et la flèche de St Wilfrid s'effondrent.
En septembre 2010, Kibworth est l'élément central de Story of England de Michael Wood, un documentaire diffusé à la fois sur BBC Four, BBC Two et rediffusé sur les chaînes Yesterday et PBS America (en), présenté par Michael Wood,.
Un livre du même nom a été publié par Viking Press.

## Personnalités
- Anna Laetitia Barbauld (1743-1825), écrivaine, y est née ;
- John Aikin (1747-1822), médecin et écrivain, y est né ;
- Ronald Knox (1888-1957), prêtre, théologien et écrivain, y est né.